# Архиепархия Чикаго
Архиепархия Чикаго (лат. Archidioecesis Chicagiensis) — архиепархия Римско-Католической церкви с центром в городе Чикаго, США. В митрополию Чикаго входят епархии Белвилла, Джолиета, Пеории, Рокфорда и Спрингфилда. Кафедральным собором архиепархии Чикаго является собор Святого Имени Иисуса. В Чикаго находятся базилики Пресвятой Девы Марии Скорбящей и святого Гиацинта.

## История

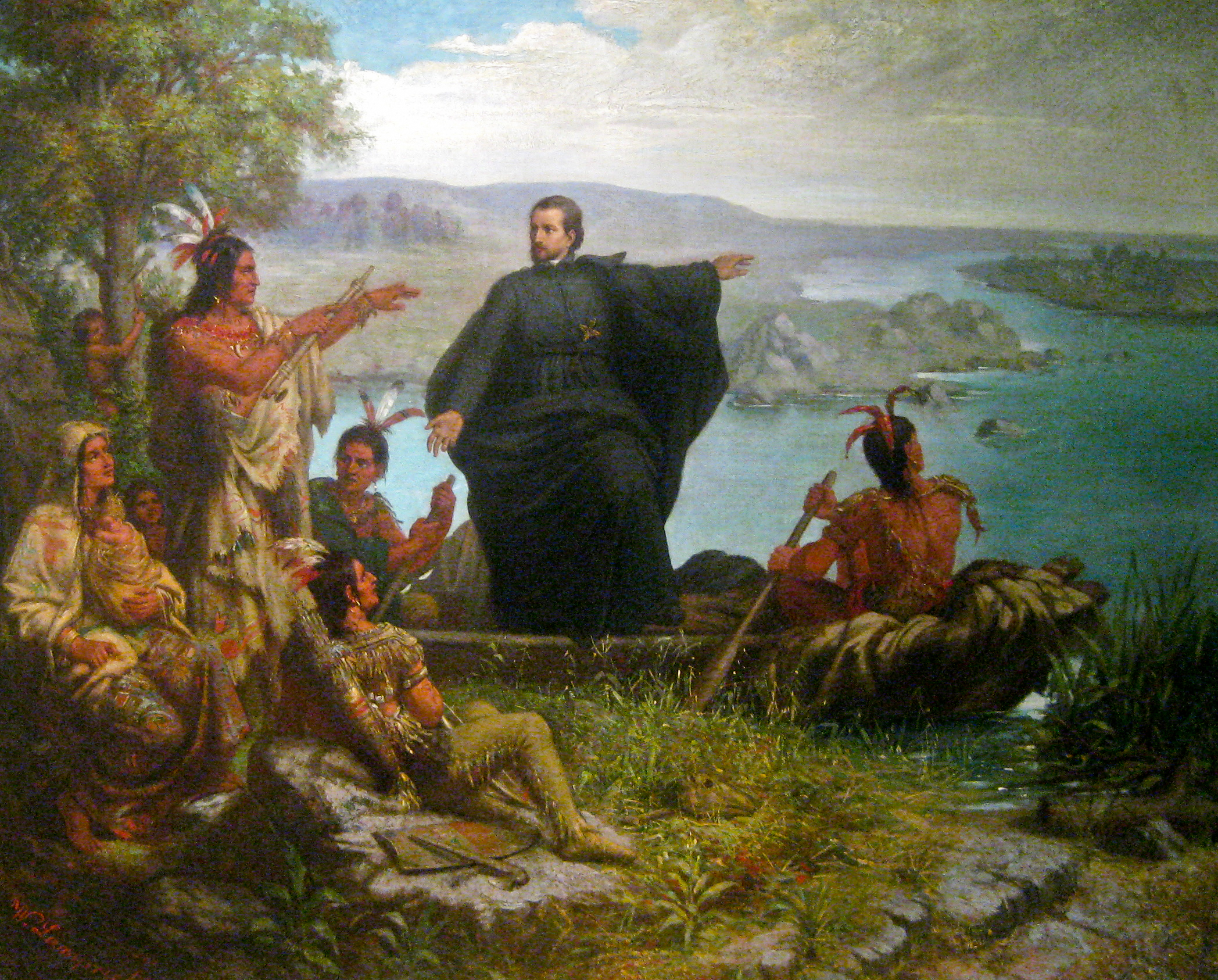
Иезуит Жак Маркетт проповедует среди индейцев

В середине XVII века на территории нынешнего штата Иллинойс проповедовал католицизм миссионер — член монашеского ордена иезуитов Жак Маркетт. 4 декабря 1674 года Жак Маркетт прибыл в устье реки Чикаго, где основал католическую миссию, ставшую впоследствии городом Чикаго.
В августе 1795 года индейский племенной союз «Западная Индейская Конфедерация» подписал Гринвилльский договор, которым уступил США участок земли в устье реки Чикаго. На этом месте в 1804 году был основан Форт-Дирборн, который стал отправным пунктом для деятельности католических миссионеров. В 1822 году миссионеры обратились с просьбой к епископу Сент-Луиса прислать им священника для более, чем ста католиков, проживавших в Чикаго. В октябре 1833 года в Чикаго был построен первый католический храм.
28 ноября 1843 года Святой Престол учредил епархию Чикаго, выделив её из епархии Сент-Луиса и епархии Винсенна (сегодня — Архиепархия Индианаполиса).
29 июля 1853 года и 12 февраля 1875 года епархия Чикаго передала часть своей территории новым епархиям Квинси и Пеории.
10 сентября 1880 года епархия Чикаго была возведена в ранг архиепархии.
27 сентября 1908 года и 11 декабря 1948 года архиепархия Чикаго передала часть своей территории новым епархиям Рокфорда и Джолиета.

## Ординарии архиепархии
- епископ William J. Quarter (28.11.1843 — † 10.04.1848);
- епископ Джеймс Оливер Ван де Вельде[англ.] (01.12.1848 — 29.07.1853) — назначен епископом Натчеза
- епископ Anthony O’Regan (9.12.1853 — 25.06.1858);
- епископ Джеймс Дугган (21.01.1859 — 10.09.1880);
- архиепископ Патрик Августин Фихан[англ.] (10.09.1880 — 12.07.1902)
- архиепископ Джеймс Эдвард Куигли[англ.]  (08.01.1903 — 10.07.1915)
- кардинал Джордж Уильям Манделан (9.12.1915 — † 2.10.1939);
- кардинал Сэмюэль Альфонс Стритч (27.12.1939 — 1.03.1958), назначен про-префектом Конгрегации пропаганды веры;
- кардинал Альберт Грегори Майер (19.09.1958 — † 7.04.1965);
- кардинал Джон Патрик Коди (14.06.1965 — † 25.04.1982);
- кардинал Джозеф Луис Бернардин (8.07.1982 — † 14.11.1996);
- кардинал Фрэнсис Юджин Джордж (8 апреля 1997 — 20 сентября 2014);
- кардинал Блейз Джозеф Супич (с 20 сентября 2014).